# أندريه غودرولت
أندريه غودرولت هو أستاذ جامعي كندي، ولد في 23 أبريل 1952.